# Jean III Rhizocope
Jean III Rhizocope (?-710) fut un haut dignitaire byzantin, exarque de Ravenne entre 705 et 710.
Lors de son retour sur le trône, l'empereur byzantin Justinien II envoya une force militaire saccager Ravenne. En effet, selon Jeffrey Richards, Justinien II avait été renversé en 695 par une révolte dans laquelle étaient impliqués plusieurs hauts dignitaires de Ravenne. Lorsque l'empereur revint au pouvoir en 705, il avait à cœur de se venger contre ceux qui l'avaient détrôné. L'archevêque Félix fut arrêté, et plusieurs citoyens importants de la ville emmenés à Constantinople, tandis que la ville était en grande partie pillée et ruinée.
En réaction, les citoyens et les soldats de Ravenne se rebellèrent et nommèrent un certain Georges à leur tête, dont le père était un des prisonniers emmené à Constantinople. C'est alors que Jean III Rhizocope fut nommé exarque de Ravenne. Il débarqua d'abord avec des troupes loyalistes à Naples, où il rencontra le pape Constantin, qui fut convoqué à Constantinople. Jean se dirigea ensuite vers Ravenne en passant par Rome, où il fit égorger plusieurs fonctionnaires du pape, selon le Liber Pontificalis. Richards explique cet acte en mettant en avant le fait que l'intendant et le trésorier du pape faisaient partie des victimes, ce qui permet de supposer qu'il existait un complot visant à piller le trésor papal. 
Jean III Rhizocope arriva enfin à Ravenne, où il écrasa la révolte. Selon le Liber Pontificalis, Jean reçut à Ravenne en 710 « une mort ignominieuse en condamnation de ses actes atroces ».